# Politischer Konsum
Politischer Konsum ist ein Fachausdruck der deutschsprachigen Politikwissenschaft, der aus dem englischen Fachausdruck political consumerism abgeleitet wurde. Er bezeichnet ein spezifisches Verhalten von Konsumenten, das sich durch eine stabile, längerfristige und bewusste Motivation auszeichnet und darauf abzielt, aktiv Einfluss auf Wirtschaft, Gesellschaft und/oder Politik zu nehmen. Dieses öffentliche Interesse unterscheidet den politischen vom individuellen Konsum mit seinen ausschließlich privaten Interessen.
Als „politisches“ Konsumentenverhalten kann dabei sowohl der Erwerb bestimmter Produkte und Dienstleistungen („buycott“) als auch die Entscheidung gegen den Erwerb („boycott“) verstanden werden.
Die Begriffe politischer und ethischer Konsum werden in der betriebswirtschaftlichen Literatur häufig synonym verwendet. Die beiden Bezeichnungen stellen in dieser Fachrichtung zwei unterschiedliche Eigenschaften der gleichen Form des Konsumentenverhaltens heraus. Der Begriff „ethischer Konsum“ betont die kausale Motivation (z. B. Gewissensentscheidung), „politischer Konsum“ hingegen die finale Motivation (z. B. Auswirkungen des Konsumverhaltens).
Für den US-amerikanischen Kontext schlägt Lawrence Glickman (2004) vor, die free produce Bewegung als eine der wesentlichen historischen Keimformen politischer Konsumbewegungen zu verstehen.

## Politischer Konsum als Partizipationsform
Politischer Konsum kann als politische Partizipationsform verstanden werden, wenn man eine weite Definition von politischer Partizipation zugrunde legt. Dafür eignet sich z. B. die Definition des Politikwissenschaftlers Günter D. Radtke. Nach dieser ist Partizipation „jede mentale oder im Verhalten sichtbare Beschäftigung mit Politik“.
Politischer Konsum als Partizipationsform sollte sinnvollerweise nicht als Ersatz konventioneller Partizipationsformen verstanden werden, sondern als Ergänzung des Repertoires von Partizipationsmöglichkeiten. Als solche zeichnet sie sich durch folgende Eigenschaften aus: Sie ist legal, unbürokratisch und individualisiert. Weiterhin wird sie im gesellschaftlichen Diskurs als legitim und zudem als relativ unkonventionell wahrgenommen.

## Politischer Konsum in der Gesellschaft
Politischer Konsum ist ein Phänomen, das in westlichen (postmaterialistischen) Wohlstandsgesellschaften immer größere Bedeutung erlangt. Besonders in den letzten Jahren haben z. B. die BSE-Fälle ab 2000 in Deutschland oder die steigende Brisanz von Umwelt- und Klimafragen (u. a. 2007 durch den viel diskutierten, vierten Sachstandsberichts des Intergovernmental Panel on Climate Change) die Relevanz von Politischem Konsum weiter verstärkt. Es muss allerdings festgehalten werden, dass der individuelle, finanzielle Spielraum für eine kostenintensive, politische Konsumentenentscheidung bei vielen Bürgern begrenzt ist. Insofern bilden finanzielle Ressourcen eine wesentliche Grundlage für politisches Konsumverhalten.

### Die Akteure

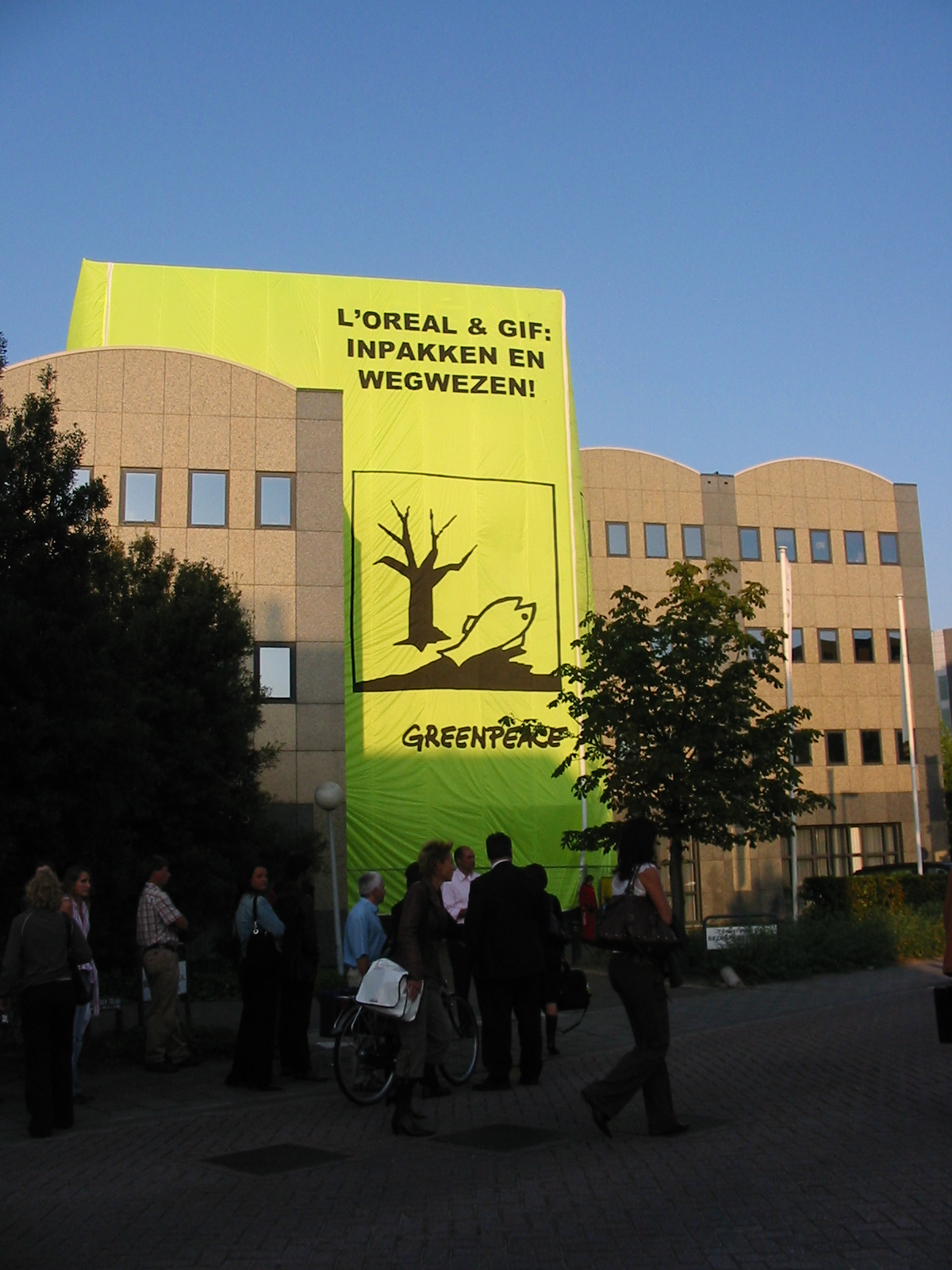
Die Protestaktionen der NGO Greenpeace versuchen häufig mit Hilfe der Medien öffentlichen Druck auf Unternehmen auszuüben. Hier bei einer Demonstration 2006 gegen den Kosmetikhersteller L’Oréal.

Das Interesse von Unternehmen und Verbrauchern steht in einer Wechselbeziehung: Auf der einen Seite versuchen Unternehmen ihre Produkte durch eine (oft) moralische oder ethische Komponente aufzuwerten und motivieren dadurch Verbraucher zum Kauf, auf der anderen Seite sehen die Verbraucher Unternehmen immer häufiger als politische Akteure, die für die politische und soziale Entwicklung verantwortlich seien. Bürgerinitiativen und NGOs nehmen bei dieser Einflussnahme auf Unternehmen eine Schlüsselrolle ein.
Die politikwissenschaftliche Forschung greift Politischen Konsum als Phänomen nur sehr zögerlich auf und der Forschungsstand kann demnach als noch unzulänglich bezeichnet werden.